# Mencía de Mendoza y Figueroa
Mencía de Mendoza y Figueroa, condesa de Haro (Guadalajara, 1421 - Burgos, 1500) fue una noble ilustrada española, mecenas de importantes obras arquitectónicas y de arte, en la ciudad de Burgos.

## Biografía
Nació en el seno de una familia castellana, noble por ambas partes. Fue la primogénita de Íñigo López de Mendoza, marqués de Santillana, y de Catalina Suárez de Figueroa. Perteneciente a una familia ilustrada, fue nieta e hija de poetas y hermana de otro grande de la época, Pedro González de Mendoza. Aunque no se conoce la fecha exacta de su nacimiento, se calcula que nació en 1421 pues en su tumba pone que murió con setenta y nueve años. Fue educada, como el resto de sus hermanos, en el culto ambiente familiar, sintiendo especial inclinación hacia el arte y la literatura.
Aldonza de Mendoza (c. 1379-1435), hermanastra de su padre, había pedido que Mencía se casara con su hijo Alfón o Rodrigo de Mendoza, como condición para que el marqués de Santillana heredara de Aldonza los bienes del padre común. Este matrimonio no se llevó a cabo. Al contrario, en establecimiento de las alianzas político-militares de su padre, a los quince años, en 1436, se concertó su matrimonio con otro noble, Pedro Fernández de Velasco, conde de Haro, a quien el rey Enrique IV haría más tarde, en 1473, condestable de Castilla.
El matrimonio tuvo nueve hijos: Bernardino Fernández de Velasco, Íñigo Fernández de Velasco, Mencía, María, Catalina, Leonor, Beatriz e Isabel y el obispo Juan Fernández de Velasco.

## Obras arquitectónicas
Mientras el condestable intervenía en las frecuentes guerras durante los reinados de Enrique IV y de los Reyes Católicos, Mencía de Mendoza se dedicaba a gestionar el muy abundante patrimonio familiar. Debió hacerlo con maestría, pues con las rentas pudo construir en la catedral de Burgos la capilla de la Purificación, muy conocida como la Capilla de los Condestables,  y, en la misma ciudad, la Casa del Cordón y una casa de recreo en las afueras, en Gamonal, conocida como Casa de la Vega. Concluidas las obras, bien pudo recibir a su marido con la lapidaria frase que se le atribuye: «Ya tienes palacio en que morar, quinta en que holgar y capilla en que orar y te enterrar».

### Capilla de los Condestables
La propia Mencía de Mendoza negoció con el cabildo de la catedral las condiciones y los detalles de la capilla, adosada a la girola, destinada a panteón de los condestables. Levantada sobre una capilla anterior dedicada a san Pedro, las obras se realizaron entre 1482 y 1496. «Nos, el Condestable de Castilla, don Pedro Fernández de Velasco, Conde de Haro, y yo, la Condesa doña Mençía de Mendoça, su mujer, mandamos facer e edificar, e edificamos, una capilla en la iglesia de Burgos», reza el acta fundacional.
Cuando en 1492 falleció el condestable, su viuda tuvo que litigar con su hijo Bernardino. El nuevo condestable acusaba a su madre de poner en riesgo el patrimonio familiar con sus mecenazgos. La condesa se aseguró el usufructo de la herencia del marido y, sobre todo, los diezmos de la mar y, aunque no llegó a ver las obras finalizadas, sus herederos se encargaron de acabarlas con la magnificencia prevista. Mencía de Mendoza murió en 1500. Serían Diego de Siloé y Felipe Bigarny quienes concluirían los retablos, introduciendo en ellos los aires renacentistas.
En la capilla hay tres retablos. El central fue el último en realizarse y está dedicado a la Purificación de la Virgen. Es obra de Diego de Siloé y Felipe Bigarny, de estilo renacentista, igual que el de la izquierda, dedicado a San Pedro, firmado por los mismos autores. El retablo de la derecha es el más antiguo de los tres, está dedicado a Santa Ana y es obra de los Siloé, padre e hijo. Como curiosidad, todas las imágenes del retablo de San Pedro son santos varones y las de Santa Ana son todas santas mujeres, excepto un Cristo muerto sostenido por ángeles, obra de Diego de Siloé.
Este retablo se ha considerado como el testamento espiritual de Mencía de Mendoza y, probablemente, guarda mensajes aún no descifrados. Llama la atención que todas las imágenes que aparecen en él porten un libro. Se desconoce si responde a un programa iconográfico predeterminado —la representación de la sabiduría y la santidad— o fue una reivindicación de la propia condesa. Mujer culta, miembro de una dinastía de literatos y bibliófilos, acaso fue esa la imagen que quiso dejar a la posteridad de las mujeres de su familia y de su tiempo. En la capilla abundan escudos de los linajes de los fundadores, con un rotundo dominio en número de las de los Mendoza sobre las de los Fernández de Velasco, lo que corrobora el protagonismo de la condesa en el proyecto.

### Casa del Cordón
Seis años se emplearon en construir la Casa del Cordón, entre 1476 y 1482, destinada a palacio de los condestables en Burgos. La Casa del Cordón estaba llamada a convertirse en el palacio real de Burgos durante el reinado de los Reyes Católicos y los primeros Habsburgo. En 1497, recién terminado, acogió el enlace del príncipe Juan, heredero de la corona, con Margarita de Austria, hija del emperador Maximiliano. Mendoza ejerció de madrina del novio, cuyo padrino de bautismo había sido don Pedro, entonces ya difunto. Ese mismo año el palacio había sido testigo del recibimiento de los Reyes Católicos a Colón, de vuelta de su segundo viaje a América. En esta casa falleció en septiembre de 1506 Felipe el Hermoso, esposo de Juana I de Castilla. Y en 1515 fue escenario de la incorporación del reino de Navarra a la corona de Castilla. En ella se alojaron Carlos I y, más tarde, Felipe II en sus visitas a Burgos.
La condesa, devota de san Francisco de Asís y de la orden franciscana, de ahí el cordón que adorna la fachada y da nombre a la casa, promovió también la construcción del santuario de San Pedro Regalado, franciscano igualmente, en La Aguilera, impulsando asimismo su canonización.

### El retrato de la condesa
Tras su muerte, para realizar las esculturas de su tumba en la capilla de los condestables, se enviaron a Italia unos moldes de cera de sus caras, obra de Alonso Berruguete. La obra en mármol de Carrara es obra de Juan de Lugano, autor de los «primorosos grutescos de la armadura del condestable y el corpiño de la condesa». Algunos autores, Pereda Espeso entre ellos, opinan que sus rasgos en la escultura «son completamente estereotipados». Los restos de los condestables descansan en una cripta bajo sus efigies.
«Aquí yace la mujer y señora doña Mencía de Mendoza, condesa de Haro, mujer del condestable don Pedro Fernández de Velasco, hija de don Íñigo López de Mendoza y de doña Catalina de Figueroa, marqueses de Santillana. Murió de setenta y nueve años, año de mil y quinientos», reza la leyenda al pie de la escultura de doña Mencía.
Su nieto, el IV condestable, la describe como «de muy pequeño cuerpo, mas muy hermosa de rostro, (…) tenía muy buena tez de rostro (…) buena boca, aunque el labio de abajo había caído un poco (…) la nariz aguileña y los ojos grandes, negros y buenos. (…) Fue muy honesta y muy bien hablada, y muy graciosa y muy buena autoridad (…) apasionada de sus opiniones (…) de buen corazón». Fue un tiempo en que el poder en la ciudad de Burgos estaba en manos de mujeres de la familia Mendoza pues, en esos años la abadesa del monasterio de las Huelgas era Leonor de Mendoza, hermanastra de la condesa. Ambas damas mantenían una estrecha relación.
Su actividad como mecenas fue incontestable, aunque solo recientemente ha merecido un estudio como figura singular, independiente de la de sus hermanos, el I duque del Infantado y el gran cardenal Mendoza.

## Galería

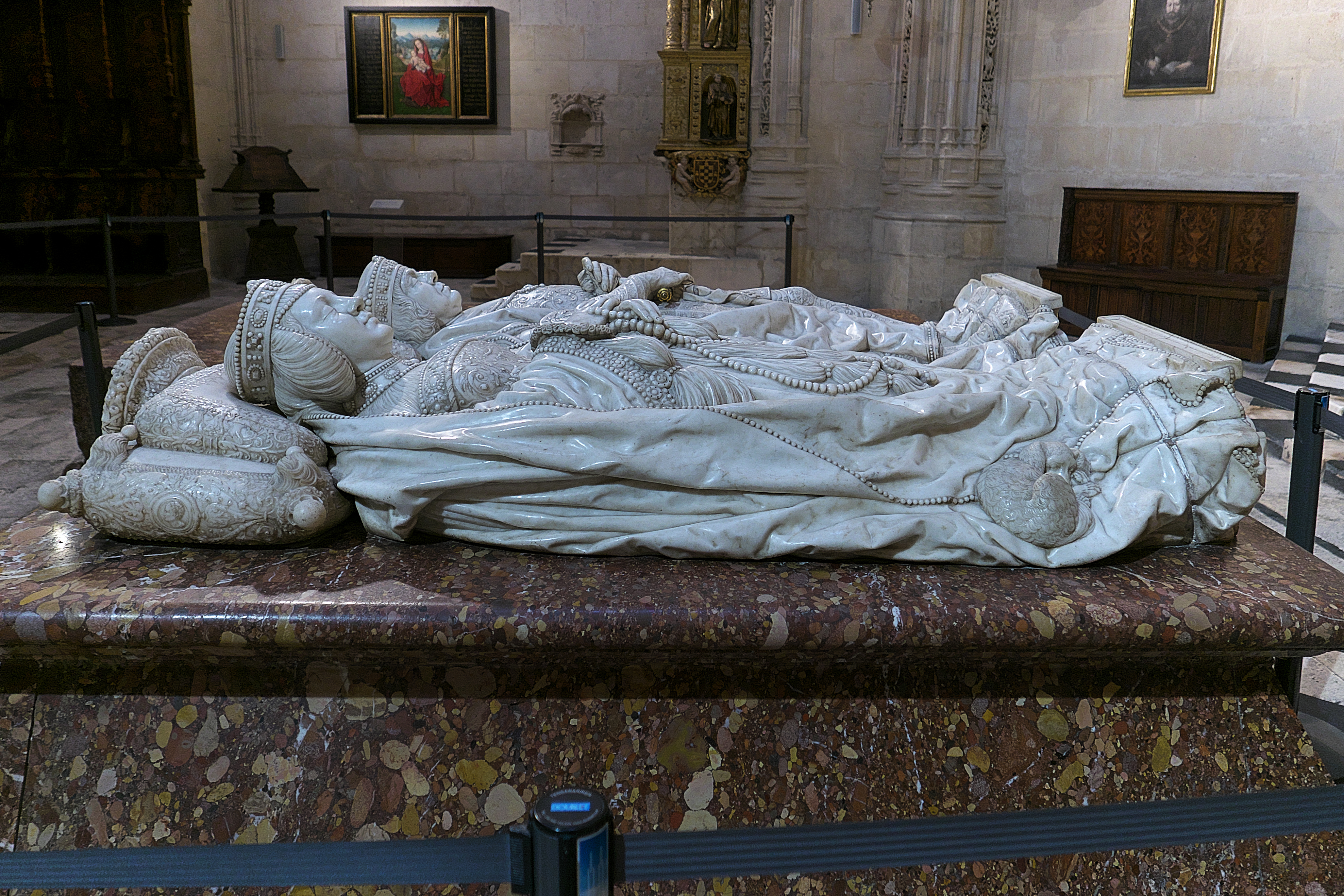
Sepulcro de los Condestables de Castilla (Felipe Bigarny)
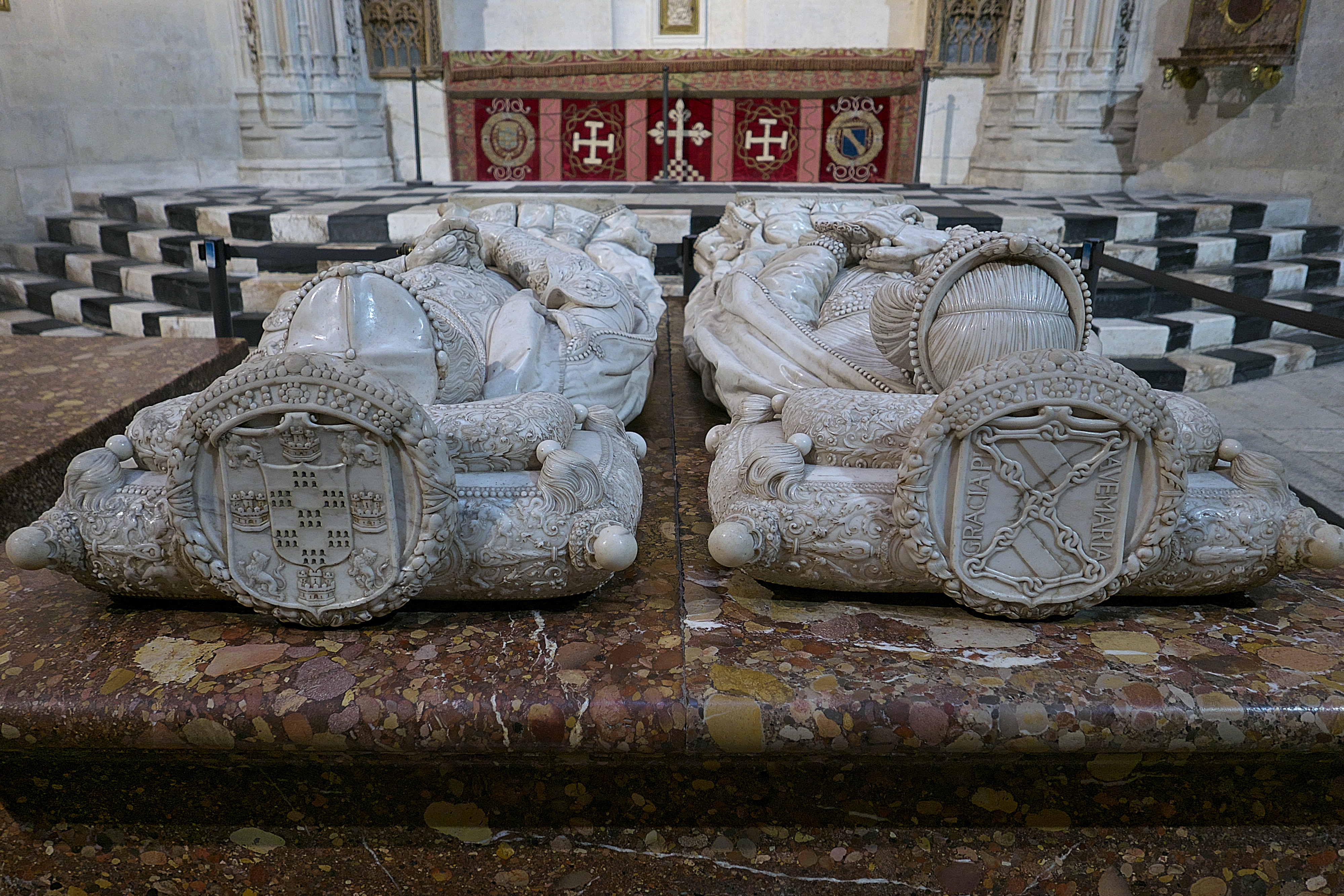
Cabecera del sepulcro de los Condestables
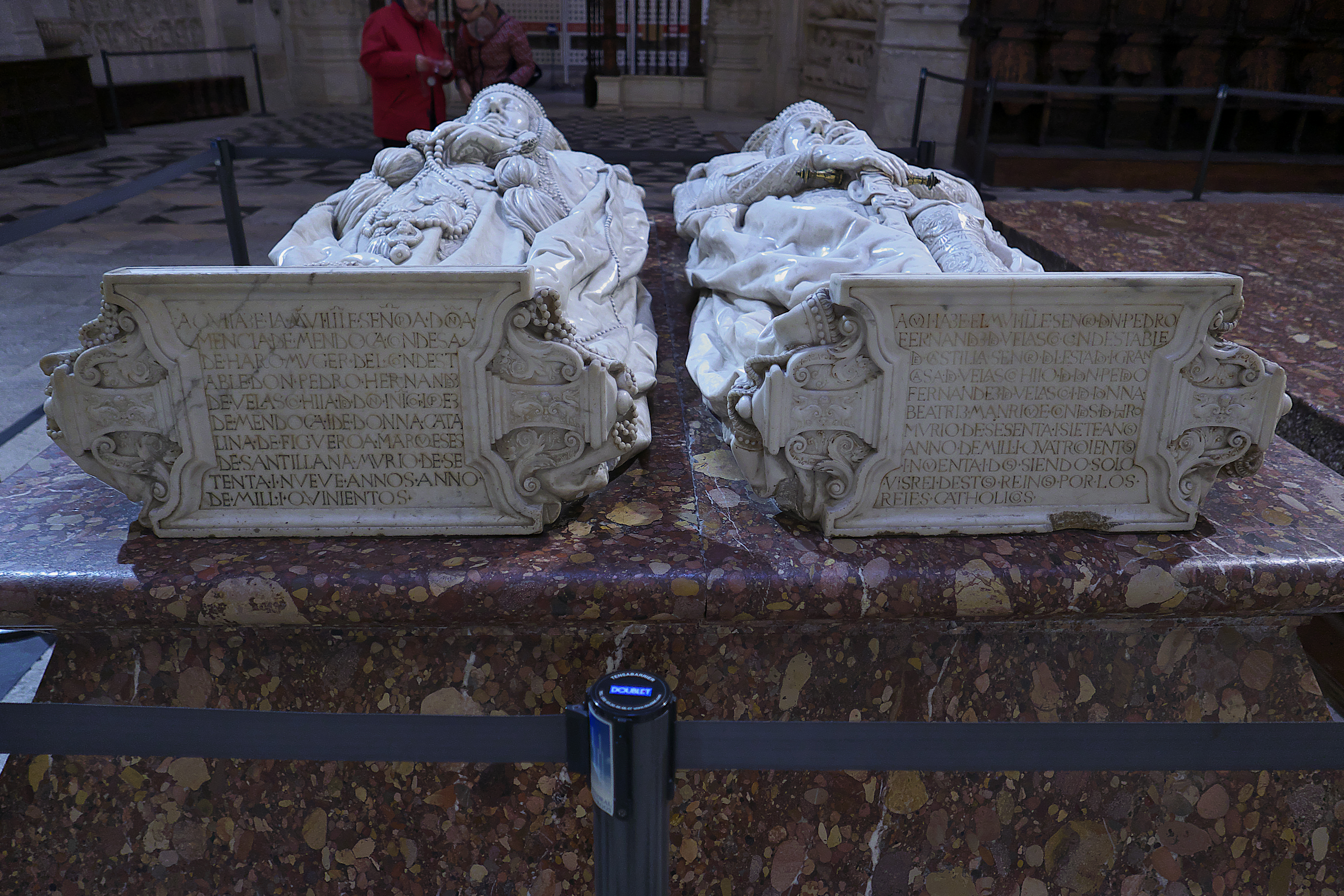
Epitafios de los condestables